# 季爾良河
季爾良河（俄语：Тирлян），是俄羅斯的河流，位於該國西南部巴什科爾托斯坦共和國，屬於別拉亞河的支流，河道全長46公里，流域面積529平方公里。